# Ionuț Radu
Ionuț Andrei Radu (Bucarest, 28 de mayo de 1997) es un futbolista rumano que juega en la demarcación de portero para el R. C. Celta de Vigo de la Primera División de España.

## Biografía
Tras empezar a formarse como futbolista en equipos de su país como el Steaua București y el Dinamo București, posteriormente se marchó a Italia para formarse en la disciplina del Inter de Milán. Estuvo jugando en las categorías inferiores del club, hasta que el 14 de mayo de 2016 hizo su debut con el primer equipo en un partido de la Serie A contra el U. S. Sassuolo Calcio, partido que finalizó con un resultado de 3-1 en contra del Inter. Un año y medio después, tras volver a las categorías inferiores del Inter, se marchó en calidad de cedido al U. S. Avellino 1912 de la Serie B. Un año después salió del club para irse de nuevo cedido, pero esta vez al Genoa C. F. C., debutando con el club el 26 de septiembre de 2018 en un encuentro de la Serie A contra el A. C. ChievoVerona. En el club genovés siguió jugando en la temporada 2019-20 después de que el Inter lo cediera nuevamente al mismo club tras haber activado una opción de compra. No completaría allí el curso, ya que en enero se marchó, también en forma de cesión, al Parma Calcio 1913. En la temporada 2020-21 volvió al conjunto nerazzurro y el 8 de mayo de 2021, a unos días de cumplirse cinco años de su debut, disputó su primer encuentro de la temporada ante la U. C. Sampdoria. En julio del año siguiente volvió a ser prestado, siendo la U. S. Cremonese su nuevo destino. Allí estuvo hasta enero, momento en el que se fue al A. J. Auxerre para completar la temporada. La siguiente recaló en el AFC Bournemouth en una nueva cesión.
El 3 de febrero de 2025 puso fin a su etapa en el Inter de Milán después de fichar por el Venezia F. C. con un contrato hasta junio. Cuando este expiró, se unió al R. C. Celta de Vigo para las siguientes cuatro temporadas.

## Selección nacional
El 23 de septiembre de 2022 debutó con la selección de Rumania en un partido de la Liga de Naciones de la UEFA 2022-23 ante Finlandia que finalizó en empate a uno.

## Clubes
Actualizado al último partido disputado el 2 de octubre de 2022.
| Club                         | País       | Año       | Partidos | Goles |
| ---------------------------- | ---------- | --------- | -------- | ----- |
| Inter de Milán               | Italia     | 2015-2017 | 1        | 0     |
| U. S. Avellino 1912 (cedido) | Italia     | 2017-2018 | 24       | 0     |
| Genoa C. F. C. (cedido)      | Italia     | 2018-2020 | 52       | 0     |
| Parma Calcio 1913 (cedido)   | Italia     | 2020      | 0        | 0     |
| Inter de Milán               | Italia     | 2020-2022 | 4        | 0     |
| U. S. Cremonese (cedido)     | Italia     | 2022-2023 | 10       | 0     |
| A. J. Auxerre (cedido)       | Francia    | 2023      | 17       | 0     |
| AFC Bournemouth (cedido)     | Inglaterra | 2023-2024 | 5        | 0     |
| Inter de Milán               | Italia     | 2024-2025 | 0        | 0     |
| Venezia F. C.                | Italia     | 2025      | 15       | 0     |
| R. C. Celta de Vigo          | España     | 2025-     |          |       |

## Palmarés

### Títulos nacionales
| Título              | Club           | País   | Año  |
| ------------------- | -------------- | ------ | ---- |
| Serie A             | Inter de Milán | Italia | 2021 |
| Supercopa de Italia | Inter de Milán | Italia | 2021 |
| Copa Italia         | Inter de Milán | Italia | 2022 |